# مارسيل فان در سلوت
مارسيل فان در سلوت (بالهولندية: Marcel van der Sloot)‏ (3 يونيو 1980 بخاودا في هولندا - ) هو لاعب كرة قدم هولندي في مركز الوسط. لعب مع دي غرافشاب ونادي دوردريخت ونادي روسيندال ‏ وتوب أوس.

## وصلات خارجية
- مارسيل فان در سلوت على موقع قاعدة بيانات كرة القدم.إي يو (الإنجليزية)
- مارسيل فان در سلوت على موقع Soccerway.com (الإنجليزية)
- مارسيل فان در سلوت على موقع عالم كرة القدم.نت (الإنجليزية)